# 老观寨水库
老观寨水库是中国河南省郑州市新郑市境内的一座水库，位于黄水河上，建于1958年。水库正常库容为431万立方米，集雨面积为37平方千米，海拔为154.4米。